# Alain Desgages
Alain Desgages est un footballeur, entraîneur et dirigeant de football français né le 16 juin 1945 à Vautorte.

## Biographie

### Le joueur (1956-1988)
Fils d'un postier et d'une coiffeuse, il signe sa première licence au Stade Lavallois en 1956, lorsqu'il est admis comme interne au collège de Laval. Il effectuera la quasi-intégralité sa carrière de footballeur au Stade Lavallois, dirigé par Michel Le Milinaire, participant aux trois montées du club en CFA en 1964, puis en D2 en 1970, et enfin en D1 en 1976.
Il joue en D1 sous statut amateur de 1976 à 1979, justifiant ce choix de refuser un contrat pro par son âge (30 ans) et ses obligations professionnelles et familiales. Évoluant comme demi-centre, arrière latéral droit ou libéro, celui qui est décrit comme un équipier modèle, « amateur avec une rare conscience professionnelle, autant réservé dans l'existence que râleur et véloce sur le terrain » fut surnommé par ses coéquipiers « le sécateur ».
En parallèle de sa carrière de footballeur, il travaille comme employé de banque au Crédit agricole, et devient directeur d'une caisse locale à Laval puis Château-Gontier.

### L'entraîneur (1980-1999)
De 1979 à 1983 il joue toujours au Stade Lavallois, avec l'équipe C en D4 puis DH, étant nommé au passage entraîneur-joueur de cette jeune équipe en 1980, poste qu'il occupe jusqu'en 1982 où il est nommé responsable des équipes amateur au comité de gestion du Stade Lavallois. Puis à partir de 1983 il défend les couleurs de l'US Forcé, club créé en 1977 évoluant au niveau district et entraîné bénévolement par Jean-Marc Miton. Il y achève sa carrière de joueur en 1988, à 43 ans. Il est ensuite l'entraîneur de Forcé jusqu'en 1991, faisant monter le club de quatre divisions jusqu'en DRH.
Il entraîne l'US Changé à partir de septembre 1992, permet au club de gravir deux échelons successifs jusqu'en DH, avant de démissionner en décembre 1995 pour raisons personnelles, évoquant des « malentendus » et une « impression ne pas avoir été toujours suivi ».
Il entraîne ensuite l'équipe C du Stade Lavallois de 1996 à 1999, assurant in extremis le maintien en DH, manière heureuse de mettre un terme à sa carrière d'entraîneur pour se consacrer à sa vie professionnelle.

### Le dirigeant (1999-2021)
En octobre 1999, il prend la présidence de l'Association Stade Lavallois.
Membre du directoire du Stade Lavallois à partir de 2000, il est élu président en novembre 2002 à la suite de la démission d'André Lucas. Au cours de sa présidence, il met sur les rails le projet de SASP, nouveau cadre juridique dans lequel le club, alors en SEM, souhaite s'établir, parvenant à réaliser un tour de table auprès d'entreprises extérieures au département. En conflit ouvert avec Victor Zvunka, par ailleurs courtisé par Châteauroux et Michel Denisot, il s'en sépare en juin 2003, 2 jours après que l'entraîneur lavallois ait publiquement critiqué le fonctionnement interne du club dans la presse. Confronté à des tiraillements au sein de la direction du club, il démissionne le 30 décembre 2003, alors que l'équipe est 18ᵉ et relégable en championnat. Il laisse un club financièrement sain, mais en crise et les décisionnaires limogeront l'entraîneur Francis Smerecki 10 jours plus tard.
En juin 2004, il devient président délégué de l'US Changé, à titre bénévole.
Par la suite il est de 2012 à 2021 le représentant de l'association du Stade Lavallois auprès de la SASP.